# (3659) Bellingshausen
(3659) Bellingshausen (1969 TE2) – planetoida z grupy pasa głównego asteroid okrążająca Słońce w ciągu 4,03 lat w średniej odległości 2,53 au Odkryła ją Ludmiła Czernych 8 października 1969 roku.